# Ermita de San Isidro (Miguel Esteban)
La ermita de San Isidro situada en el término municipal de Miguel Esteban (Provincia de Toledo, España) se localiza en un cerro y goza de unas vistas del paraje y las lagunas que forman la reserva ornitológica "Los Charcones". 
Posee planta rectangular cubierta a dos aguas al interior y al exterior. En la cabecera tres arcos de medio punto sobre pilastras, el central de dimensiones mayores que los laterales, todo en ladrillo sobre muro enlucido y pintado en blanco. El altar se realiza en fábrica de ladrillo cara vista. El suelo de la ermita es de gres rústico en todo su interior. A lo alto de los muros se abren ósculos que recorren los cuatro lados del rectángulo. 
Al exterior un pórtico formado por arcos de medio punto recorre la ermita a los pies y en los laterales. El muro de la fachada a los pies se remata con formas cóncavas y en el centro un campanil formado por un arco de medio punto. En cada esquina del edificio se encuentran pináculos con bola. 
Todo el exterior, enfoscado y pintado en un color arena. En 1999 los alumnos de una escuela taller realizaron la reconstrucción de la ermita de acuerdo con el "Proyecto Integral Charcones / Ermita" promovido por el Ayuntamiento. Se construyeron también cuatro molinos a lo largo del cerro para ambientar y recrear una estampa cervantina, que no han existido nunca en ese lugar.
- Datos: Q5643184